# Baselios Mar Thoma Mathews II
Baselios Mar Thoma Mathews II (Perinad, 30 gennaio 1915 – Sasthamkotta, 26 gennaio 2006) è stato un vescovo cristiano orientale indiano, Catholicos d'Oriente, ovvero primate della Chiesa ortodossa siriaca del Malankara dal 29 aprile 1991 al 29 ottobre 2005.
Morì il 26 gennaio 2006 e due giorni dopo è stato sepolto nella Mount Horeb Chapel di Sasthamkotta.